# Club Atlético Mitre
O Club Atlético Mitre, conhecido como Mitre de Santiago del Estero ou simplesmente  Mitre, é um clube esportivo argentino localizado em Santiago del Estero, capital da província de Santiago del Estero no norte da Argentina. Sua principal atividade é o futebol, o time principal disputa atualmente a Primera B Nacional, a segunda divisão do futebol argentino, da qual participa desde a temporada de 2017–18.
É o clube mais antigo da província. Entre os outros esportes praticados no clube estão o basquete, pelota basca, bowls, bocha, cestoball e ciclismo. Seu maior rival é o Club Atlético Central Córdoba, fazendo o clássico santigueño

## História
O clube foi fundado em 2 de abril de 1907 por Francisco Igounet, sua filha e seu sogro Alex Dircie. As origens para sua criação surgiram de um jogo amistoso de futebol entre os "Leões" da rua Mendoza e os "Tigres" da rua Mitre para decidir quem daria o nome ao clube. O primeiro liderado pelo Dr. José Francisco Luís Castiglione e o segundo pelo Dr. Humberto Palumbo. Com o último saindo como vencedor da partida, o nome do clube foi estabelecido como "Club Atlético Mitre", em homenagem ao general Bartolomé Mitre, ex-presidente da Argentina morto no ano anterior. A instituição escolheu as cores amarela e preta inspiradas no clube uruguaio CURCC (atual Peñarol, para muitos).
Sua lista de conquistas conta com 65 títulos desde a sua fundação, que inclui 6 títulos consecutivos na Liga Santiagueña de Fútbol, a liga regional da província. Um dos jogadores de futebol mais notáveis do Mitre, Segundo Luna, fez parte da seleção argentina que conquistou a medalha de prata nos Jogos Olímpicos de 1928.
O time participou várias vezes dos torneios de acessos organizados pela AFA, onde destacamos suas participações na Copa Argentina de 1970, no Torneo del Interior de 1990, Torneo Argentino C de 2008, e suas participações nos Torneo Argentino A e Torneo Argentino B desde 2002.
Em 16 de julho de 2017, o Mitre foi promovido pela primeira vez em sua história à Primera B Nacional depois de derrotar o Gimnasia y Esgrima de Mendoza por 4 a 3 na cobrança de pênaltis pela final do torneio reduzido pelo acesso do Torneo Federal A de 2016–17.

## Estádio
O Mitre manda seus jogos no estádio Doctores José y Antonio Castiglione inaugurado em 1919, localizado na cidade de Santiago del Estero, com capacidade aproximada de 16.500 espectadores.

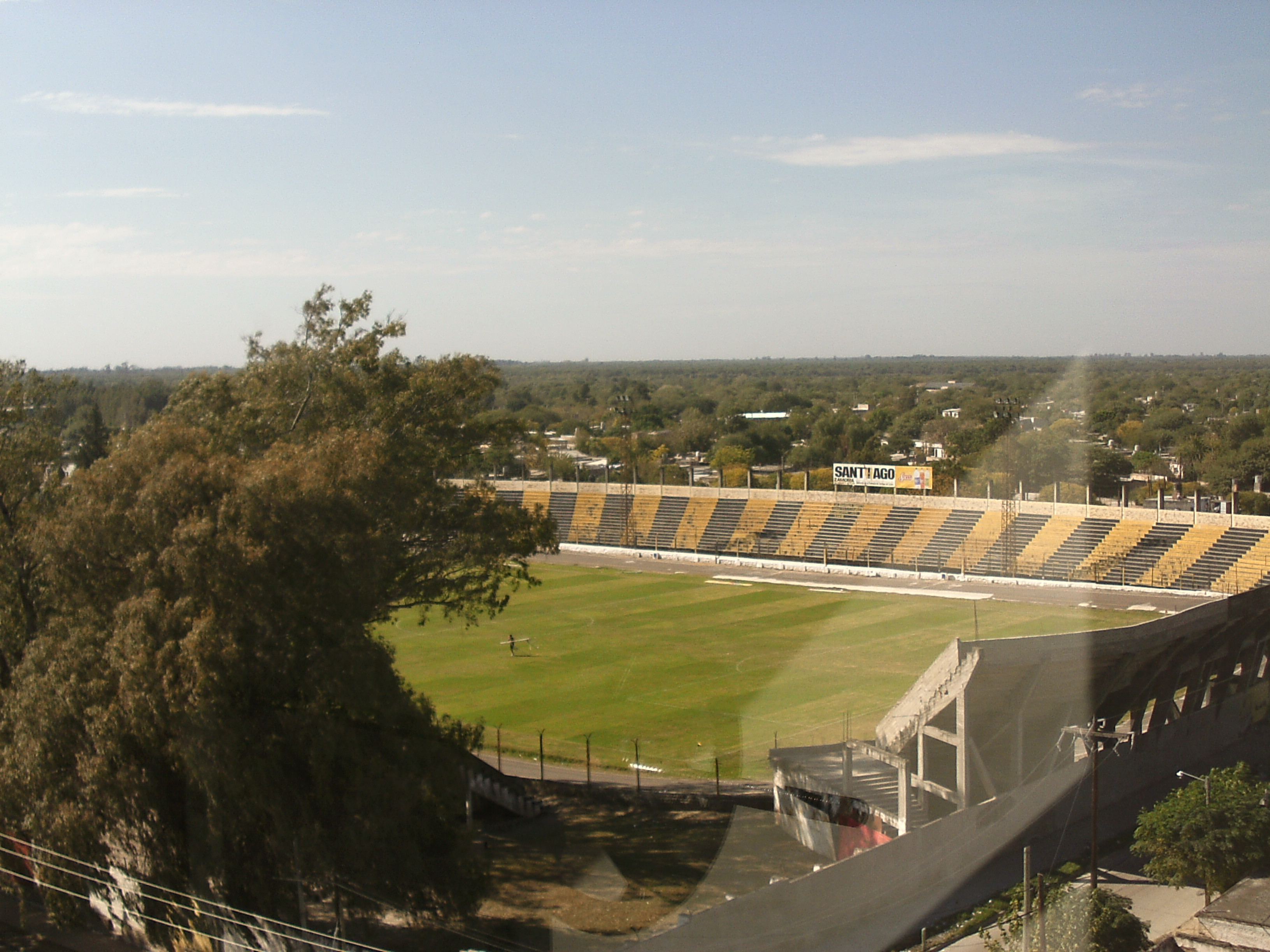

## Títulos

### Regional
- Liga Santiagueña de Fútbol (30): 1913, 1916, 1917, Anual de 1926, Torneo de Honor de 1926, Anual de 1927, Torneo de Honor de 1927, Anual de 1928, Torneo de Honor de 1928, Anual de 1932, Torneo de Honor de 1932, Anual de 1936, Primera División de 1989, Primera División de 1990, Primera División de 1994, Liguilla Representación de 1997, Clausura de 1998, Liguilla Representación de 1998, Apertura de 1999, Anual de 2002, Liguilla Representación de 2007, Clausura de 2009, Anual de 2009, Clausura de 2014, Apertura de 2015, Clausura de 2015.[carece de fontes?]